# Epicauta zebra
Epicauta zebra is een keversoort uit de familie van oliekevers (Meloidae). De wetenschappelijke naam van de soort is voor het eerst geldig gepubliceerd in 1876 door Dohrn.